# Las Varas (Nayarit)
Las Varas es una localidad dentro del Municipio de Compostela, estado de Nayarit, México. Esta cerca de las playas de Chacala, Chacalilla, Lo De Marcos, Los Ayala, Rincón de Guayabitos, La Peñita de Jaltemba, Playa Tortugas y San Francisco.